# Juan Miguel de Mora Vaquerizo
Juan Miguel de Mora Vaquerizo   (Madrid, 18 d'octubre de 1921 - Ciutat de Mèxic, 18 de març de 2017) va ser un professor de sànscrit, indòleg, escriptor, director de teatre i de cinema i periodista mexicà.

## Biografia
Fill de pare mexicà i mare espanyola, va estudiar a Villahermosa i després a París el 1936. Aquell mateix any, Juan Miguel de Mora es va traslladar a Espanya i es va unir a les Brigades Internacionals que lluitaven contra el feixisme en la Guerra Civil espanyola. Va participar en la batalla de l'Ebre. El 1939 va marxar d'Espanya. Va passar una temporada a França i va tornar a Mèxic, on va iniciar la seva carrera com a periodista i els seus estudis literaris, a més d'escriure diverses obres.
El 1964, va tornar a Espanya i, amb ajuda del Partit Nacionalista Basc, va col·laborar amb l'oposició clandestina al franquisme. La massacre de Tlatelolco el 2 d'octubre de 1968 va tenir un gran impacte en Juan Miguel de Mora, que va plasmar les seves reflexions sobre els fets en una obra teatral anomenada Plaza de las Tres Culturas. Es va casar amb l'escriptora Marja Ludwicka Jarocka, amb qui va col·laborar en l'escriptura de diversos llibres.

## Trajectòria professional
Juan Miguel de Mora va estudiar Lletres Hispàniques. Va iniciar estudis de postgrau a la Universitat Nacional Autònoma de Mèxic i va continuar-los a la Universitat Llatinoamericana de l'Havana, on es va doctorar el 1951 gràcies a una tesi sobre Lope de Vega.
Va descobrir l'Índia durant un viatge als anys 1950 i va fer estudis postdoctorals en literatura sànscrita entre 1969 i 1970 a l'École pratique des hautes études amb la professora Anne Marie Esnoul. També es va especialitzar en Història de la Xina a la Universitat de Pequín. A més, va estudiar literatura vietnamita a la Universitat de Saigon.
D'ençà 1981 va ser vicepresident de l'Associació Internacional d'Estudis Sànscrits (IASS), lloc que va ocupar durant 12 anys. L'any 2009 va ser elegit director regional de l'IASS per Amèrica Llatina. Va ser professor de sànscrit a la Facultat de Filosofia i Lletres de la Universitat Nacional Autònoma de Mèxic, i investigador a l'Institut d'Investigacions Filològiques de la mateixa universitat, on va pertànyer al Seminari d'Hermenèutica. Va ser professor emèrit del Jain Vishva Bharati Institute, a l'Índia. Fou professor visitant a les universitats de Delhi, Kuala Lumpur, Gurukula Kangri, São Paulo i Salamanca, entre d'altres. Era membre de l'Acadèmia de Ciències de Nova York. Va traduir del sànscrit al castellà 126 himnes del Rigveda, diversos Upanixad i l'Uttaramacarita de Bhavabhuti.
El 1939, va fundar el setmanari La Voz de la Chontalpa i, posteriorment, va ser director del Diario de Tabasco. Va treballar al periòdic El Heraldo realitzant crítica teatral. Va escriure un llibre de reportatges titulat El dragón y la estrella. Va ser el primer corresponsal en espanyol de la Guerra del Vietnam.
A partir de 1947 va publicar diverses novel·les sobre la lluita guerrillera a Mèxic com la trilogia: La fórmula, Si tienes miedo… i Gallo rojo. A més de dramaturg, Juan Miguel de Mora va dirigir la seva obra de teatre Los héroes no van al frente, The Gioconda Smile d'Aldous Huxley i Guillermo Tell tiene los ojos tristes d'Alfonso Sastre. En cinema va dirigir la pel·lícula Nazkará a Guatemala el 1951. A Veneçuela va dirigir una adaptació de Los héroes no van al frente titulada Festín para la muerte (1955).

## Obra publicada

### Traduccions
- Rig Veda (1974)
- Los Upanishads (1990)
- Uttaramacarita: El último lance de Rama (1984)

### Assaigs
- El español de Lope de Vega Carpio visto por sus cartas (1962)
- La Filosofía en la Literatura Sánscrita (1968)
- Panorama del teatro en México. Además: 58 críticas y un ensayo (1970)
- La India y el mundo de Sylvain Lévy (1978)
- La dialéctica del Rig Veda (1978)
- Ni Renovacion Ni Moral (1985)
- Las elecciones en México (1988)
- El Gatuperio: omisiones, mitos y mentiras de la historia oficial (1993)
- Yo acuso a los gobiernos de México de haber robado, explotado, asesinado y manipulado a nuestros indios y al EZLN de ser otra manipulación de indios y un instrumento para desestabilizar al país a costa de vidas indígenas (1994)
- Gandhi: la India (1998)
- Ayurveda: apuntes para una historia de la ciencia en la India antigua: medicina humana y medicina veterinaria (2002)
- El concepto de divinidad en el hinduismo (2003) (en colaboración con Marja Ludwicka Jarocka)
- El principio de los opuestos en los textos en sánscrito (2003)
- Cota 666: Mi Batalla del Ebro (2005)
- La libertad, Sancho: testimonio de un soldado de las Brigadas Internacionales en el principio de la Segunda Guerra Mundial, comienzo al que llaman Guerra Civil Española (2008)
- Visiones del Ramayana: la India y el sudeste asiático (2012)
- Tantrismo Hindú y Proteico Publicado (1988)

### Novel·les
- Al frente está la aurora (1947)
- Misión 317, peligro (1957)
- La rebelión humana (1967)
- Otra vez el día sexto (1967)
- Hagan la guerra, no el amor (1971)
- La fórmula (1971)
- Si tienes miedo… (1973)
- Gallo rojo (1975)
- Érase una vez un presidente (1976)
- El emperador (1978)
- Todesblock. Pabellón de la muerte (1980)
- La samba de la muerte (1982)
- ¿Traicionará el presidente? Una novela que podría ser historia (1982)
- También los niños (1986)
- El yelmo de Mambrino (1993)
- Los muertos estaban quietos (2001)
- Sólo queda el silencio (2005)
- El hombre que no había nacido (2005)

### Obres teatrals
- Ariel y Calibán (1955)
- Primero es la luz (1955)
- Un hombre de otro mundo (1956)
- El pájaro cantor vuelve al hogar (1956)
- Los héroes no van al frente (1957)
- Espartaco (1961)
- La terre (1969)
- Una cruz para cada hombre
- Plaza de las tres culturas (1978)